# 中国人民解放军联勤保障部队第九八九医院
中国人民解放军联勤保障部队第九八九医院，位于河南省平顶山市建设路44号，隶属郑州联勤保障中心，为三级乙等医院。

## 简介
中国人民解放军第一五二医院1963年11月始建于福建省晋江县，称中国人民解放军第一三五野战医院。1969年7月，配属给陆军第二十八军。1969年12月，移驻河南省许昌市，归武汉军区后勤部建制。1970年1月，暂归陆军第一军代管。1970年4月，交由临汝基地兵站（后来为武汉军区后勤第三十三分部）管理，承担军区战备值班医院职能。1976年3月，划归武汉军区军医学校领导，担任临床教学基地。1979年2月，移驻河南省平顶山市。1983年9月，改为驻军医院，番号中国人民解放军第一五二医院，仍配合武汉军区军医学校担负教学任务。1985年，武汉军区撤销，武汉军区军医学校改为济南军区平顶山军医学校，第一五二医院继续完成在校生的教学任务。1986年9月，平顶山军医学校撤销，第一五二医院移交济南军区后勤第十一分部（设在山东省兖州市）领导。1987年1月，位于河南省南阳市的中国人民解放军第三六九医院（原中国人民解放军第七六八野战医院）撤销，缩编为第一五二医院南阳综合医疗科，对外称第一五二医院南阳分院。1993年6月，南阳综合医疗科的党政关系移交给南阳军分区，但编制仍然属第一五二医院。后又移交第一五三中心医院。1994年3月，第一五二医院转隶济南军区后勤第三十三分部（原中国人民解放军总后勤部第一后方基地）建制领导。1995年5月，医院成为平顶山地区首家三级乙等医院。1997年11月，晋格为中国人民解放军第一五二中心医院。1998年3月，新病房大楼投入使用。1999年6月，济南军区后勤第三十三分部改称中国人民解放军联勤第三十三分部（中国人民解放军72495部队），该分部隶属济南军区联勤部。2016年，在深化国防和军队改革中，转隶郑州联勤保障中心。
该医院先后完成了唐山大地震、对越自卫反击战伤员救治，九八抗洪、小汤山抗击“非典”、苏丹维和、汶川大地震伤员救治等卫勤支援保障任务以及驻地突发灾难的紧急救援。医院先后被军委总部表彰为“全军医院建设工作先进单位”、“全军文明卫生军营”、“全军绿化管理先进单位”；被军区表彰为“基层建设先进单位”、“为部队服务先进单位”、“从严治军先进单位”、“五优医院”等。截至2014年，医院拥有心血管介入诊治、眼科、康复理疗、肿瘤4个军区级医学专科中心。
2018年，解放军第一五二医院与解放军第一五〇医院合并组建中国人民解放军联勤保障部队第九八九医院。

## 历任领导
| 院长 …… - 卜祥振（2001年—？） - 赵京生（？—？） - 郭长升（？—） | 政治委员 …… - 刘明强（？—？） - 李国成（？—） |